# Frederik Borgbjerg

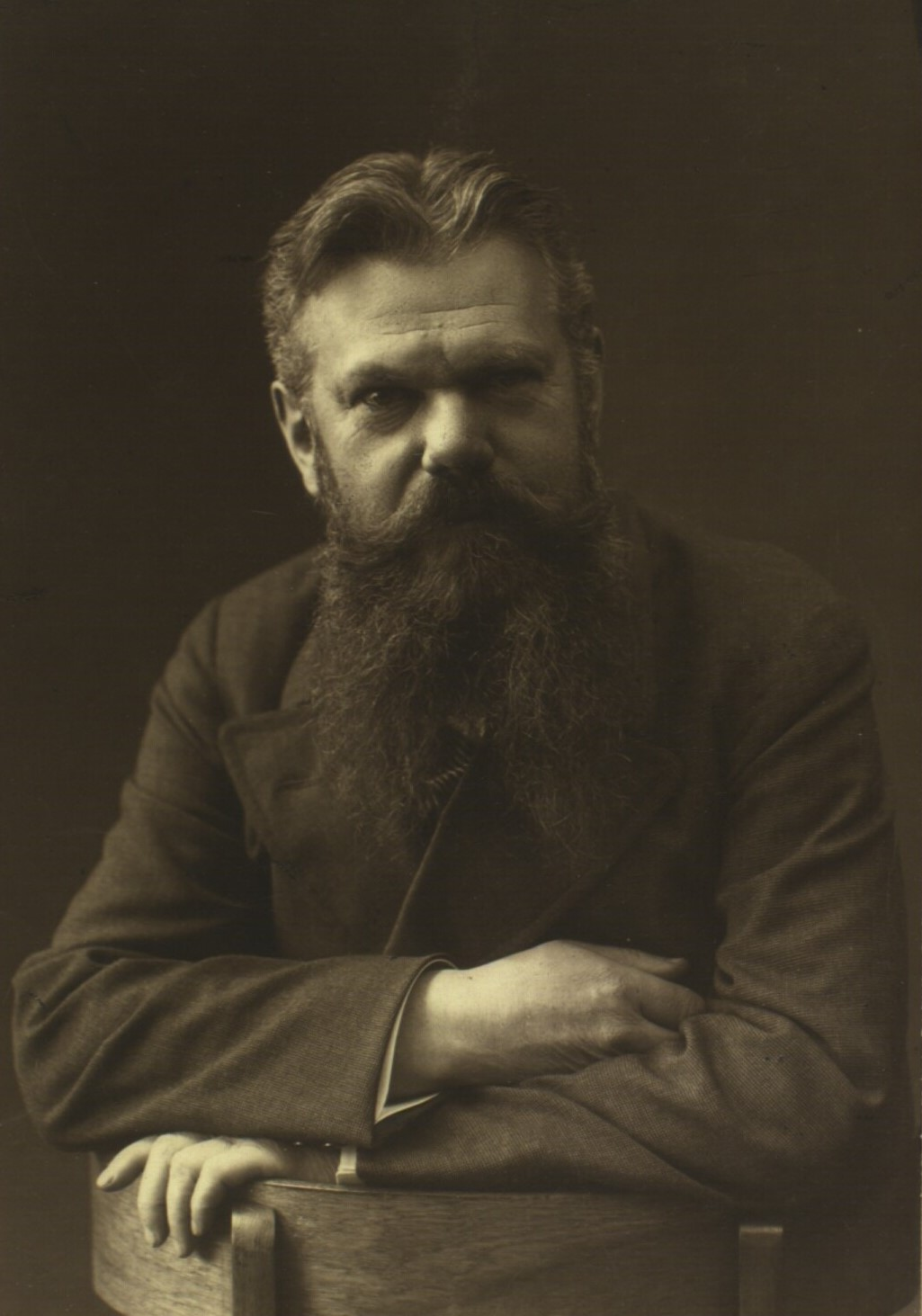
Frederik Borgbjerg

Frederik Hedegaard Jeppesen Borgbjerg (* 10. April 1866 in Boeslunde bei Korsør; † 15. Januar 1936 in Kopenhagen) war ein dänischer Journalist und Sozialdemokrat.

## Leben
Nach seinem Abitur 1884 studierte Borgbjerg an der Universität von Kopenhagen Geschichte, Philosophie und Theologie. Ab 1890 arbeitete er bei der dänischen Zeitung Social-Demokraten (heute: Weekend Nu), ab 1911 als deren Redakteur.
1898 bis 1936 war er Abgeordneter der Socialdemokraterne im Folketing. 1924 bis 1926 war er Sozialminister und 1929 bis 1935 Bildungsminister der dänischen Regierung.